# フェンシング・ワールドカップ
FIEフェンシング・ワールドカップ（仏: Coupe du monde d'escrime）は国際フェンシング連盟(FIE)が公認する国際大会の中の一つのフェンシングのタイトルである。他にグランプリ(Grand Prix)もあるが、ここでは等しく扱う。
W杯は1972年に初開催。欧州以外のほか、近年ではチュニジア、韓国、日本、イラン、オーストラリア、ベネズエラなど世界各地で開催されるようになった。W杯の結果はオリンピックや世界選手権の出場枠に影響する。

## 競技概要

### 個人
64人で行われる本戦にさきがけ、予選が行われる。その際、エントリーした選手のうち世界ランク上位16人は予選免除となる。

#### 予選グループステージ
上記予選免除対象外の選手は、世界ランクと国籍を考慮しながら1グループ6〜7人のグループに振り分けられる。3分又は5本先取の総当たり戦を行い、勝率、得失点(ポイント)差、得点数などの成績に応じて次のラウンドに進むか(Advanced)敗退するか(Eliminated)が決まる。おおよそ110人前後で次ラウンド進出者が決まる。

#### 予選ノックアウトステージ
グループステージを突破した選手の中で、グループステージの成績が良かった選手上位16人は、そのまま本戦の出場が確定する。
残り32枠をかけて、残りの選手は3〜4人のリトルトーナメントを行う。そこで勝ち残った選手が本戦に出場する。

## 関連リンク
- オリンピック
- 世界選手権
- アジア選手権